# Kristýna Hesensko-Rotenburská
Princezna Kristýna Hesensko-Rheinfelsko-Rotenburská (Kristýna Henrieta; 21. listopadu 1717 Rotenburg – 1. září 1778 Turín) byla princezna z německé dynastie Hesse-Rheinfels-Rotenburg a sňatkem kněžna z Carignana. Byla matkou princesse de Lamballe, přítelkyně Marie Antoinetty, a Viktora Amadea II., knížete z Carignana.

## Život
Kristýna Henrieta se narodila v Rotenburgu jako nejmladší potomek lankraběte Arnošta Leopolda Hesensko-Rheinfelsko-Rotenburského a jeho manželky Eleonory Anny Marie von Löwenstein-Wertheim-Rochefort. Její starší sestra Polyxena se v roce 1730 provdala za budoucího sardinského krále Karla Emanuela a dala mu potomky. Další sestra Karolína byla manželkou francouzského předsedy vlády Louise Henriho de Bourbon-Condé.
Po svatbě sestry Polyxeny byla Kristýna zasnoubena s princem Ludvíkem Viktorem z Carignana, nejstarším žijícím synem prince Viktora Amadea I. z Carignana a jeho manželky Marie Viktorie Františky Savojské. Carignanové patřili do vedlejší větve dynastie Savojských, po kterých později zdědili trůn a od roku 1861 byli italskými králi.
Kristýna se ve 22 letech 4. května 1740 provdala za o necelé čtyři roky mladšího Ludvíka Viktora. Následujícího roku manžel obdržel titul prince z Carignana. Skutečnost, že to byla část Piemontu, jen dvacet kilometrů jižně od Turínu znamenala, že to mohl být titul pro vedlejší linii, který poskytoval pouze jméno, ne nezávislou vládu ani příjmy.
Kristýnino druhé dítě, které se narodilo Palazzo Carignano, a dostalo jméno Viktor Amadeus, bylo pradědečkem italského krále Viktora Emanuela II. Její nejznámější dcerou byla pátá z nich; Luisa, princezna de Lamballe, nejlepší přítelkyně Marie Antoinetty.
Kristýna zemřela v Palazzo Carignano v noci z 31. srpna na 1. září 1778 a manžel ji následoval o tři měsíce později. Pohřbena byla nejdříve v Turínské katedrále, v roce 1835 bylo však její tělo přeneseno do baziliky Superga. Po její smrti vydal Gazette de France na její počest malý epitaf její dcery de Lamballe:

Úterý, 31. minulého měsíce, princezna Kristýna Henrieta de Hesse Rheinfels, manželka Ludvíka Viktora Amadea de Savoie, prince de Carignan, zemřela v tomto městě [Turín], po vleklé a bolestivé nemoci. Narodila se 24. listopadu 1717.

## Potomci
Kristýna svému manželovi za 38 let trvajícího manželství porodila devět dětí:
- Šarlota Savojská (17. srpna 1742 – 20. února 1794), jeptiška
- Viktor Amadeus II. z Carignana (31. října 1743 – 10. září 1780), ⚭ 1768 Josefína Lotrinská (26. srpna 1753 – 8. února 1797)
- Leopoldina Savojská (21. prosince 1744 – 17. dubna 1807), ⚭ 1767 Andrea IV. Doria-Pamphilj-Landi, kníže z Melfi (30. října 1747 – 28. března 1820)
- Polyxena Savojská (31. října 1746 – 20. prosince 1762), svobodná a bezdětná
- Marie Gabriela Savojská (17. května 1748 – 10. dubna 1828), ⚭ 1769 Ferdinand Filip z Lobkovic, VI. kníže z Lobkovic (27. dubna 1724 – 14. ledna 1784)
- Marie Tereza Luisa Savojská (8. září 1749 – 3. září 1792), v letech 1775–1792 vrchní správkyně královniny domácnosti a důvěrnice Marie Antoinetty, zavražděna pařížskou lůzou během Velké francouzské revoluce, ⚭ 1767 Ludvík Alexandr Bourbonský, kníže z Lamballe (6. září 1747 – 6. května 1768)
- Tomáš Savojský (6. března 1751 – 23. července 1753)
- Evžen Savojský (21. října 1753 – 30. června 1785)
- Kateřina Savojská (4. dubna 1762 – 4. září 1823)